# Weinrebengewächse
Weinrebengewächse (Vitaceae) bilden die einzige Familie der Ordnung der Vitales innerhalb der Rosiden, es sind Bedecktsamige Pflanzen (Magnoliopsida). Die etwa 16 Gattungen mit etwa 950 Arten (Stand 2018) gedeihen hauptsächlich in tropischen bis subtropischen Gebieten. Einige Arten sind als Zier- oder Nutzpflanzen bekannt.

## Beschreibung

### Erscheinungsbild und Blätter
Alle Arten sind ausdauernde Pflanzen. Sie gedeihen entweder immergrüne oder sommergrüne Klettersträucher und Lianen, meist mit Wickelranken; oder es sind Sträucher oder sukkulente Pflanzen.
Die Laubblätter sind wechselständig und zweizeilig angeordnet. Die Blattspreiten sind einfach, handförmig gelappt oder zusammengesetzt. Die Blätter sind auf der Unterseite meist filzig oder spinnwebig behaart, diese Deckhaare bestehen aus abgestorbenen Zellen. Auf den Adern sind häufig lebende, ein- oder mehrzellige Trichome vorhanden. Die Blattränder können gezähnt sein. Sie besitzen schnell vergängliche Nebenblätter.

### Blütenstände und Blüten

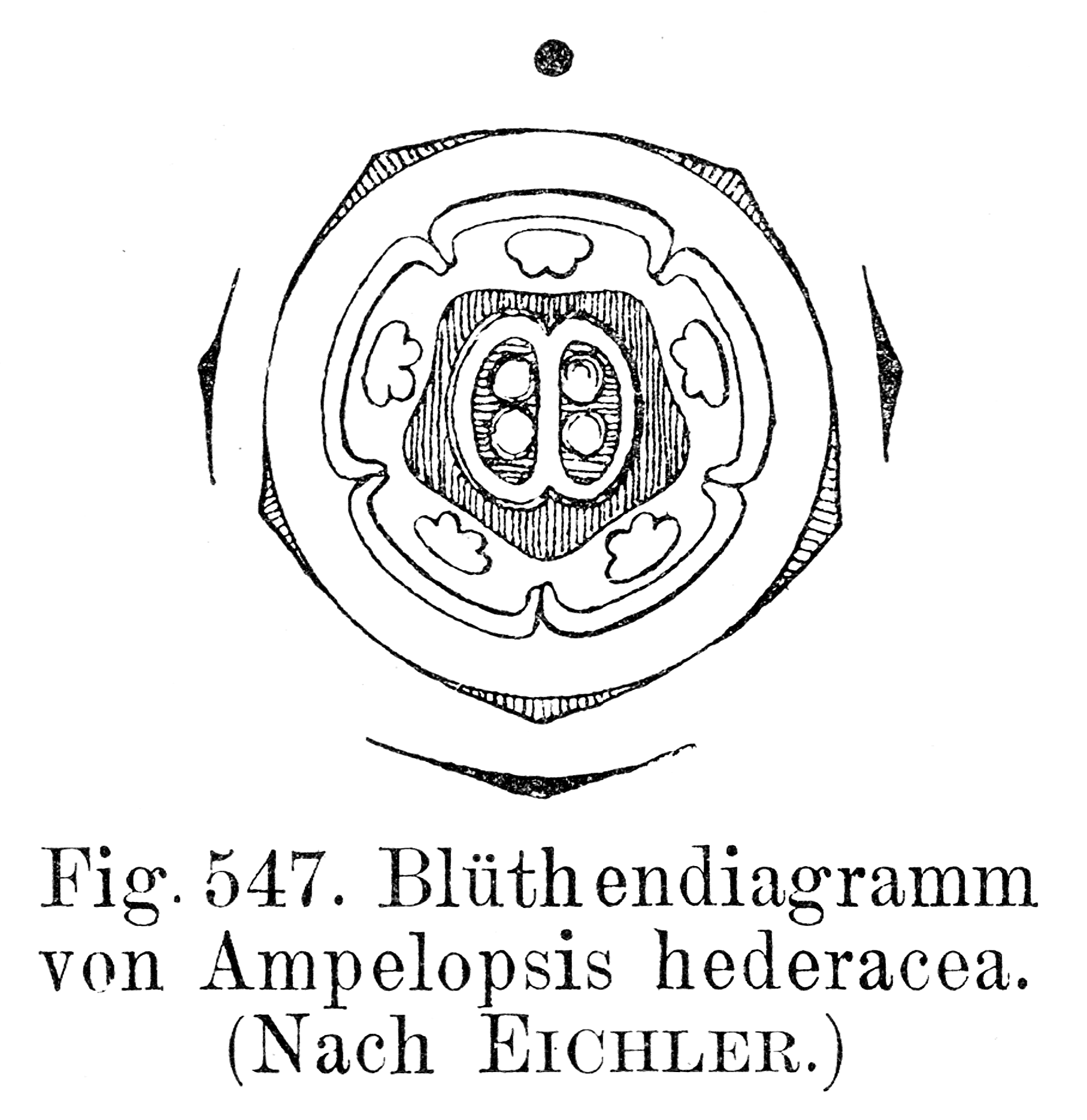
Blütendiagramm von Ampelopsis hederacea

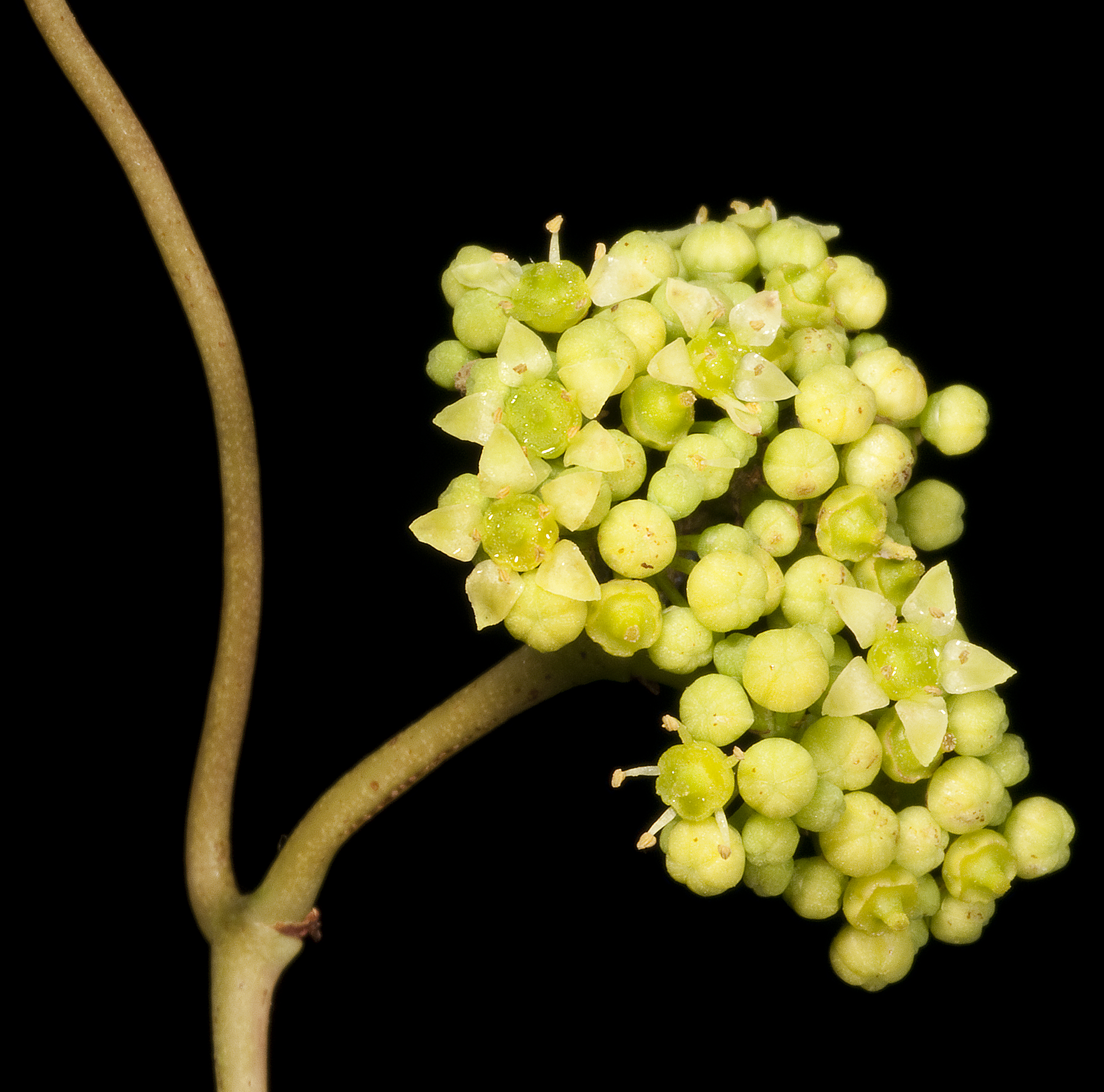
Unterfamilie Vitoideae: Blütenstand von Clematicissus angustissima mit Blüten im Detail

Die Blüten stehen nie einzeln, sondern immer in, oft kompliziert verzweigten, Blütenständen: im Grundaufbau Rispen oder Trugdolden (botanisch gesehen sind es also keine Trauben!), die in den Achsen der Laubblätter entstehen. Unter den Blütenstielen sind immer kleine Hochblätter.
Die zwittrigen oder eingeschlechtigen Blüten sind radiärsymmetrisch und sind vier- oder fünfzählig (selten bis siebenzählig). Die Arten können ein- (monözisch) oder zweihäusig (diözisch) sein. Es ist nur ein Kreis mit je vier oder fünf (bis sieben) Staubblättern vorhanden. Meist aus zwei Fruchtblättern bildet sich der oberständige Fruchtknoten. Es ist ein, meist becher- bis napfförmiger, Diskus vorhanden, das ist eine Scheibe aus nektarabsondernden Drüsen.
Die grundsätzliche Blütenformel ist: {\displaystyle \star K_{4-5}\;C_{4-5}\;A_{4-5}\;G_{\underline {(2)}}}, davon gibt es bei einzelnen Taxa Abweichungen.

### Früchte und Samen
Es werden meist weichfleischige Beeren, mit zwei, selten drei bis acht Fächern, gebildet. In jedem Fach sind zwei oder ein Same, mit harter Schale.

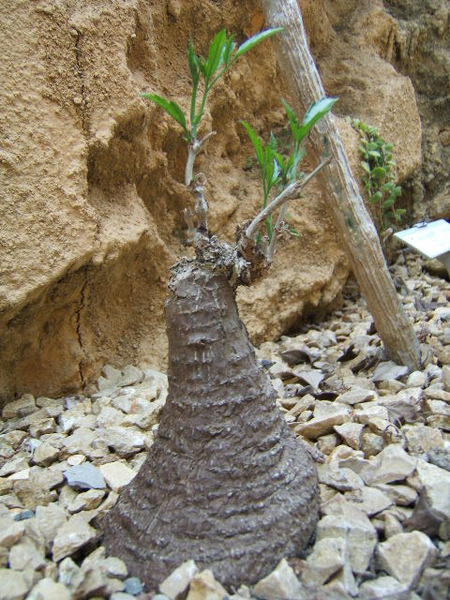
Unterfamilie Vitoideae: Sukkulent wachsende Cyphostemma elephantopus

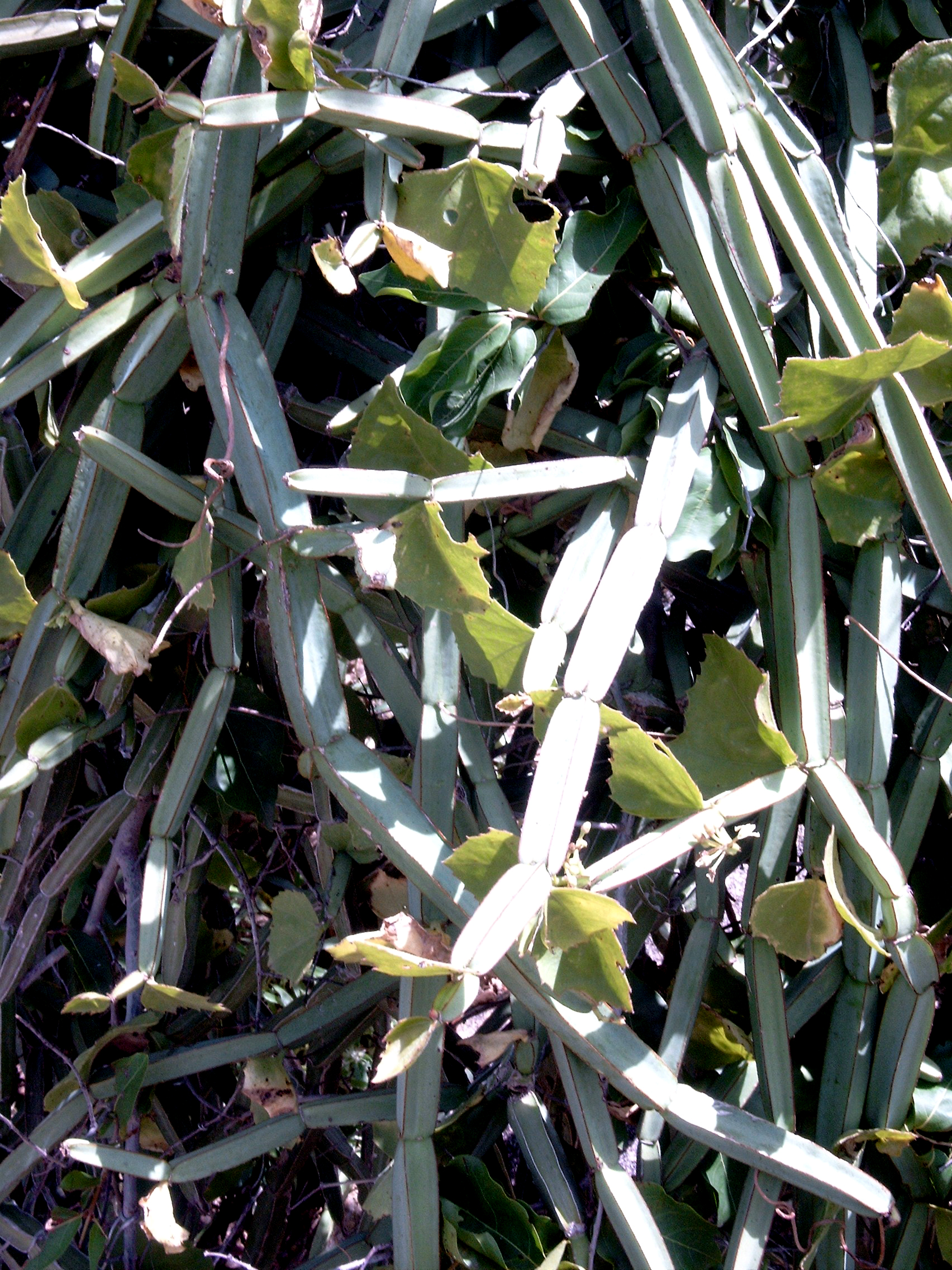
Unterfamilie Vitoideae: Sukkulente Kletterpflanze: Cissus quadrangularis

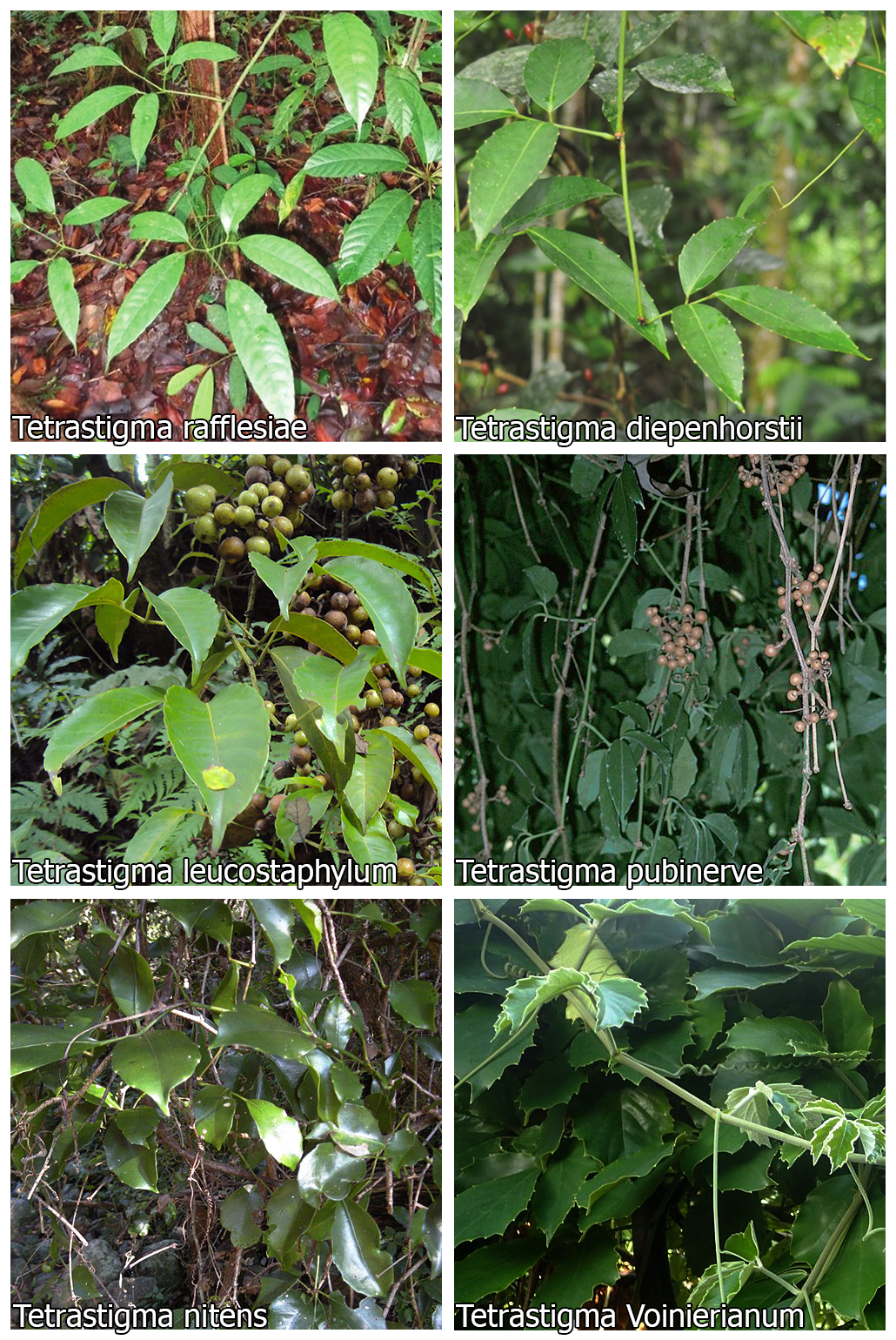
Unterfamilie Vitoideae: Tetrastigma-Arten

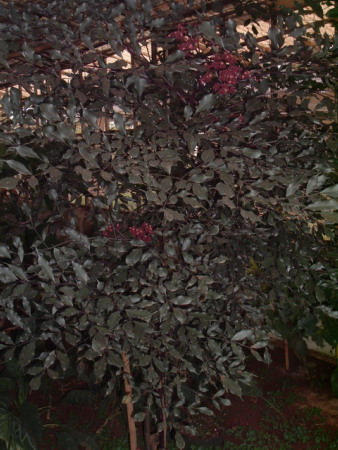
Unterfamilie Leeoideae: Strauchförmig wachsende Leea rubra

## Systematik und Verbreitung
Die Familie Vitaceae wurde 1789 durch Antoine-Laurent de Jussieu in Genera Plantarum, Seite 267 unter dem Namen „Vites“ aufgestellt. Typusgattung ist Vitis L. Synonyme für Vitaceae Juss. sind: Ampelopsidaceae Kostel., Cissaceae Drejer, Leeaceae Dumort. nom. cons., Pterisanthaceae J.Agardh.
Damit die Familie Vitaceae monophyletisch ist, wurden die Arten der Familie Leeaceae Dumort. als Unterfamilie Leeoideae Burmeister in die Familie Vitaceae Juss. gestellt. Die wurde in APG IV bestätigt. Dort wird auch die Familie Vitaceae s. l. als einzige Familie der Ordnung Vitales bestätigt. Doch bei einigen Autoren als eigenständige Familien Leeaceae und Vitaceae in der Ordnung Vitales geführt.
Die Familie der Weinrebengewächse (Vitaceae) enthält je nach Autor 14 bis 16 Gattungen mit 850 bis 960 Arten:
Durch Wen et al. 2015 wurden aus Cayratia die beiden Gattungen Causonis sowie Afrocayratia ausgegliedert. Nekemias wurde aus Ampelopsis ausgegliedert.
Die Familie Vitaceae s. l. wird in zwei Unterfamilien Leeoideae sowie Vitoideae gegliedert. Die Unterfamilie Vitoideae kann man in die fünf Tribus Ampelopsideae J.Wen & Z.L.Nie, Cisseae Rchb., Cayratieae J.Wen & L.M.Lu, Parthenocisseae J.Wen & Z.D.Chen und Viteae Dumort. gliedern:
- Unterfamilie Vitoideae Eaton: Die Chromosomengrundzahl beträgt x = 10–16, 19, 20. Sie in fünf Tribus gegliedert und enthält 14 bis 15 Gattungen:[7][1]
  - Durch J. Wen und Z. L. Nie wurde 2018 die neue Tribus Ampelopsideae J.Wen & Z.L.Nie aufgestellt. Sie enthält vier bis sechs Gattungen:[1]
    - Ampelopsis Michx.: Die nur noch etwa 18 Arten[1] kommen in Asien und Nordamerika (nur drei Arten) bis Mexiko vor. Sie gedeihen von tropischen bis zu gemäßigten Gebieten.[8]
    - Clematicissus Planch.: Sie enthält seit 2018 etwa sechs Arten.[1]
    - Nekemias Raf.: Jun Wen et al. trennten diese Gattung 2014 von der Gattung Ampelopsis ab.[10] Nekemias enthält etwa neun Arten in Ost- bis Südostasien und im östlichen Nordamerika (nur eine Art) und auf karibischen Inseln.[4][8][1]
    - Nothocissus (Miq.) Latiff.: Es gibt nur eine Art:
      - Nothocissus spicifera (Griff.) Latiff.: Sie kommt auf der Thailändischen Halbinsel, Malaiischen Halbinsel, Sumatra und Borneo vor.

    - Pterisanthes Blume: Die etwa 20 Arten sind von Thailand, Malaysia, Indonesien bis auf die Philippinen verbreitet.[11]
    - Pterocissus Urb. & Ekman: Es gibt nur eine Art:
      - Pterocissus mirabilis Urb. & Ekman: Sie kommt nur auf Hispaniola vor.

    - Rhoicissus Planch.: Die etwa 14 Arten[1] gedeihen im tropischen bis südlichen Afrika.

  - Die Tribus Cisseae Rchb. enthält nur eine Gattung:[1]
    - Cissus L.: Die etwa 300 Arten[1] kommen in meist in den Tropen der Alten sowie Neuen Welt vor.

  - Durch J. Wen und L. M. Lu wurde 2018 die neue Tribus Cayratieae J.Wen & L.M.Lu aufgestellt. Sie enthält etwa sieben Gattungen:[1]Tetrastigma,
    - Acareosperma Gagnep.: Es gibt nur eine Art:
      - Acareosperma spireanum Gagnep.: Sie kommt nur in Laos vor.

    - Causonis Raf.: J. Wen et al. trennten diese Gattung 2014 von der Gattung Cayratia ab. Sie enthält etwa 15 Arten in Ost- bis Südostasien.[1]
    - Cayratia Juss.: Die seit 2014 nur noch 50 bis 60 Arten sind in Afrika, Asien und Ozeanien weitverbreitet.
    - Cyphostemma (Planch.) Alston: Die etwa 250 Arten sind hauptsächlich in Afrika und Madagaskar verbreitet, nur wenige Arten reichen auch bis Thailand.
    - Pseudocayratia J.Wen, L.M.Lu & Z.D.Chen: Sie wurde 2018 aufgestellt und enthält etwa fünf Arten in China sowie Japan.[1][12]
    - Tetrastigma (Miq.) Planch.: Die 90 bis 100 Arten sind von Asien bis Ozeanien verbreitet.

  - Durch J. Wen und Z. D. Chen wurde 2018 die neue Tribus Parthenocisseae J.Wen & Z.D.Chen aufgestellt. Sie enthält nur zwei Gattungen:
    - Jungfernreben (Parthenocissus Planch.): Die etwa 14 Arten[1] kommen in Asien und Nordamerika vor.
    - Yua C.L.Li: Die nur zwei Arten[1] kommen in Indien, Nepal und China vor.

  - Die Tribus Viteae Dumort. enthält zwei Gattungen:[1]
    - Ampelocissus Planch.: Die 90 bis 100 Arten sind in den Tropen weitverbreitet.
    - Weinreben (Vitis L.): Die 60 bis 75 Arten gedeihen von den Gemäßigten Gebieten bis in die Subtropen, mit Zentren der Artenvielfalt in China und im östlichen Nordamerika.

- Unterfamilie Leeoideae Burmeister: Auch als eigene Familie Leeaceae Dumort. geführt: Die Chromosomengrundzahl beträgt x = (10-) 12.:
  - Sie enthält nur eine Gattung:
    - Leea L.: Die etwa 34 Arten sind im tropischen und subtropischen Asien weitverbreitet, reichen bis ins Himalajagebiet und Australien, nur wenige Arten gibt es in Afrika und nur eine (Leea spinea) in Madagaskar.

## Weiterführende Literatur
- Sadaf Habib, Viet-Cuong Dang, Stefanie M. Ickert-Bond, Jin-Long Zhang, Li-Min Lu, Jun Wen, Zhi-Duan Chen: Robust Phylogeny of Tetrastigma (Vitaceae) Based on Ten Plastid DNA Regions: Implications for Infrageneric Classification and Seed Character Evolution. In: Frontiers in Plant Science, Volume 8, April 2017, S. 590. doi:10.3389/fpls.2017.00590